# Kinesisk-koreanska vänskapsbron
Kinesisk-koreanska vänskapsbron (traditionell kinesiska: 中朝友誼橋; hangul: 조중우의교) kopplar ihop staden Dandong i Kina med staden Sinuiju i Nordkorea. Den korsar floden Yalu, och bär fotgängare, motorfordon och tåg. Bron är en av de få vägarna till Nordkorea.
En närbelägen bro byggdes 1909, men bombades och skadades i Koreakriget ungefär 1950, och har inte blivit återuppbyggd. Den fungerar som ett turistmål på den kinesiska sidan, och där finns teleskop där turister kan se in i Nordkorea.
Tåg färdas över bron varje dag, och gränsen är relativt öppen tack vare Kinas och Nordkoreas relativt goda relationer. 